# Список картин Яна ван Эйка

## Картины
| Илл. | Название                                         | Дата        | Местонахождение                                            | Описание                                                    | Примечание |
| ---- | ------------------------------------------------ | ----------- | ---------------------------------------------------------- | ----------------------------------------------------------- | --- |
|      | Гентский алтарь                                  | ок. 1420-32 | Собор Святого Бавона (Гент, Бельгия)                       | 3.4 x 5.2 м (в открытом виде); 3.4 x 2.23 (в закрытом виде) | |
|      | Портрет мужчины в голубом шапероне               | ок. 1430    | Национальный музей Брукенталя (Сибиу, Румыния)             | 22.5 x 16.6 см                                              | Не подписная. Традиционная атрибуция окончательно подтверждена при исследовании 1991 года.                                                                            |
|      | Святой Франциск получает стигматы                | ок 1430-32  | Галерея Сабауда (Турин, Италия)                            | 29.3 x 33.4 см                                              | Не подписные. Традиционная атрибуция была подтверждена при реставрации 1980-х годов. Третий вариант, находящийся в Прадо, является поздним повторением кисти анонима. |
|      | Святой Франциск получает стигматы                | ок 1430-32  | Художественный музей Филадельфии (США)                     | 12.7 x 14.6 см                                              | Не подписные. Традиционная атрибуция была подтверждена при реставрации 1980-х годов. Третий вариант, находящийся в Прадо, является поздним повторением кисти анонима. |
|      | Распятие и Страшный Суд                          | ок. 1430-40 | Метрополитен-музей (Нью-Йорк, США)                         | 56.5 x 19.5 см (размер каждой панели)                       | Традиционно атрибутировался братьям ван Эйкам. Фрагменты диптиха, очевидно, были завершены другими художниками (членами мастерской?)                                  |
|      | Портрет кардинала Никколо Альбергати             | ок. 1435    | Музей истории искусств (Вена, Австрия)                     | 34 x 29.5 см                                                | Сохранился подготовительный рисунок. |
|      | Тимофей (Léal Souvenir)                          | 1432        | Национальная галерея (Лондон, Великобритания)              | 33.3 x 18.9 см                                              | Самый ранний сохранившийся портрет работы художника. Датирован в надписи на картине, подписной.                                                                       |
|      | Портрет мужчины в красном тюрбане (Автопортрет?) | 1433        | Национальная галерея (Лондон, Великобритания)              | 25.5 x 19 см                                                | Подписной, датирован. |
|      | Портрет четы Арнольфини                          | 1434        | Национальная галерея (Лондон, Великобритания)              | 82 x 59.5 см                                                | Подписной, датирован. |
|      | Благовещение                                     | 1434-36     | Национальная галерея искусства (Вашингтон, США)            | 90.2 x 34.1 см                                              | Не подписана, не датирована. Левая створка утраченного триптиха. Масло, перенесенное на холст с доски.                                                                |
|      | Благовещение                                     | 1434-36     | Музей Тиссена-Борнемисы (Мадрид, Испания)                  | 39 x 24 см                                                  | Наружные створки утраченного триптиха (?) Не подписан, не датирован.                                                                                                  |
|      | Портрет Бодуэна де Ланнуа                        | 1435        | Государственные музеи Берлина (Германия)                   | 26 x 20 см                                                  | Не подписана, не датирована. Анализ древесины подтвердил авторство.                                                                                                   |
|      | Мадонна канцлера Ролена                          | 1435        | Лувр (Париж, Франция)                                      | 66 x 62 см                                                  | |
|      | Портрет Яна де Лейва                             | 1436        | Музей истории искусств (Вена, Австрия)                     | 24.5 x 19 см                                                | Подписной, датирован. |
|      | Мадонна каноника ван дер Пале                    | 1436        | Музей Грунинге (Брюгге, Бельгия)                           | 1.22 x 1.57 м                                               | Подписной. Не датирован. |
|      | Дрезденский триптих                              | 1437        | Галерея старых мастеров (Дрезден, Германия)                | 33 x 27.5 см                                                | Подписной, датирован. |
|      | Луккская мадонна                                 | ок. 1437    | Штеделевский художественный институт (Франкфурт, Германия) | 65.7 x 49.6 см                                              | |
|      | Портрет Джованни ди Николао Арнольфини           | 1438        | Государственные музеи Берлина (Германия)                   | 29 x 20 см                                                  | Не подписан, не датирован (надписи были на утраченной раме). |
|      | Мадонна в церкви                                 | ок. 1438-40 | Государственные музеи Берлина (Германия)                   | 31 x 14 см                                                  | Не подписан, не датирован |
|      | Портрет Маргареты ван Эйк                        | 1439        | Музей Грунинге (Брюгге, Бельгия)                           | 41.2 x 34.6 см                                              | Подписной, датирован. |
|      | Мадонна у фонтана                                | 1439        | Королевский музей изящных искусств (Антверпен, Бельгия)    | 19 x 12 см                                                  | Подписной, датирован. |
|      | Мадонна Яна Воса                                 | 1441-43     | Коллекция Фрика (Нью-Йорк, США)                            | 47.3 x 61.3 см                                              | |